# Клермонський собор
Клермонський собор — церковний собор, скликаний папою Урбаном II у французькому місті Клермон (сучасний Клермон-Ферран) 18 листопада 1095 року для вирішення церковно-адміністративних і церковно-політичних питань. На Клермонському соборі було присутнє велике число представників католицького духівництва та багато світських осіб (переважно французьких вельмож і лицарів). Клермонський собор підтвердив обов'язковість для всіх християн «Миру Божого», відлучив від церкви французького короля Філіпа I, який покинув свою дружину і одружився в 1092 повторно. Після закінчення засідань Клермонського собору Урбан II в своїй промові 27 листопада проголосив хрестовий похід проти мусульман за завоювання Гробу Господнього, обіцяючи його учасникам відпущення гріхів, звільнення від боргів тощо.